# Burni galeb
Burni galeb (lat. Larus canus) je vrsta ptica iz porodice galeba.

## Izgled
Odrasli burni galeb jako liči troprstom galebu. Naraste do 43 cm i dosiže raspon krila od oko 120 cm. Težak je između 300 i 550 gr. Perje im je bijelo, a gornja strana krila je obojena sivo. Vrhovi krila su im obojeni crno-bijelo, dok su kljun i noge zelenkasto žute. Mlade ptice tek u trećoj godini dobivaju te boje. Perje mužjaka i ženki se ne razlikuje. Burni galeb može doživjeti 25 godina. Glasanje im zvuči kao "kieee" ili "kiaaa".

## Životni prostor
Burni galebovi žive najčešće na obalama mora, a samo rijetko ih se može vidjeti uz obale slatkih voda. Rasprostranjeni su u sjevernoj i srednjoj Europi. Neki burni galebovi provode zimu uz kopnene vode, ili sele u južnu Europu sve do obala sjeverne Afrike.

## Ishrana
Burni galebovi hrane se u prvom redu ribom. Pored ribe, jedu i crve, kukce, dijelove bilja i otpatke. Kao i riječni galebovi, dolaze na smetlišta, zelene površine i polja, i jedu sve što je hranjivo.

## Razmnožavanje
Spolna zrelost nastupa u dobi od tri godine. Vrijeme razmnožavanja proteže se kod burnih galebova od svibnja do srpnja. Burni galebovi gnijezde se u kolonijama. Gnijezdo grade na suhom tlu s malo vegetacije, tako da roditelji imaju otvoren pogled na okolinu. Razmak od gnijezda do gnijezda je između 5 i 20 metara. Ženka polaže najčešće 3 jaja u gnijezdo napravljeno od biljnog materijala. Oba roditelja leže na jajima 23 do 28 dana, dok se mladunci izlegu. U dobi od četiri do pet tjedana mladunci mogu letjeti.

## Taksonomija
Postoje četiri podvrste, a dvije neki znanstvenici smatraju različitim vrstama:
- L. c. canus - Linnaeus, 1758. - obični galeb. Živi u Europi i zapadnoj Aziji. Mali, sa srednje sivim plaštom (ovo je najblijeđa podvrsta); vrhovi krila izrazito crni; šarenica tamna. Raspon krila 110–125 cm; masa 290–480 grama.
- L. c. heinei - Homeyer, 1853. - ruski burni galeb. Živi u središnjoj sjevernoj Aziji. Srednje velik; plašt tamno sivi (najtamnija podvrsta); vrhovi krila izrazito crni; šarenica tamna. Masa 315–550 g.
- L. c. kamtschatschensis - Bonaparte, 1857. ; sin. L. kamtschatschensis - kamčatski galeb. Živi u sjeveroistočnoj Aziji. Velik; plašt srednje tamno sive boje; vrhovi krila izrazito crni; šarenica blijeda. Masa 394–586 g.
- L. c. brachyrhynchus - Richardson, 1831.; sin. L. brachyrhynchus - kratkokljuni galeb. Živi na Aljaski i u zapadnoj Kanadi. Mali; plašt srednje tamno sive boje; vrhovi krila s malo crne i puno bijele boje; šarenica blijeda. Raspon krila 96–102 cm; masa 320–550 g.

## Vanjske poveznice

### Ostali projekti
|  | Zajednički poslužitelj ima stranicu o temi Burni galeb |
|  | Wikivrste imaju podatke o taksonu Larus canus          |